# مانويل بوينو
مانويل بوينو (بالإسبانية: Manuel Bueno Cabral)‏ هو لاعب كرة قدم إسباني، ولد في 5 فبراير 1940 في إشبيلية في إسبانيا. شارك مع منتخب إسبانيا تحت 21 سنة لكرة القدم ومنتخب إسبانيا لكرة القدم. أما مع النوادي، فقد لعب مع ريال مدريد ونادي إشبيلية ونادي قادش.

## وصلات خارجية
- مانويل بوينو على موقع الاتحاد الأوربي (الإنجليزية)
- مانويل بوينو على موقع عالم كرة القدم.نت (الإنجليزية)